# قواعد الطيران الآلي

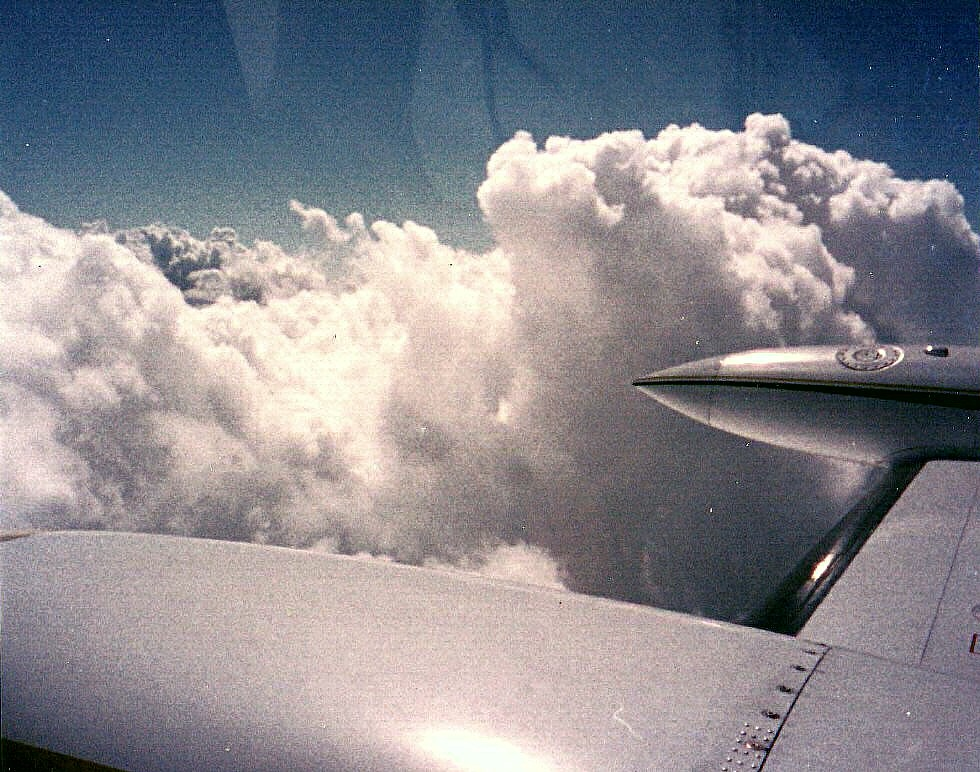
VMC تطير تحت IFR

قواعد الطيران الآلي (instrument flight rules IFR)، هي طريقة قيادة الطائرة اعتمادا على الأجهزة الموجودة في قمرة القيادة دون الحاجة إلى النظر خارج الطائرة لتحديد المعالم الأرضية. وتكون في حالة الرؤية السيئة وتخضع لسيطرة المراقبة الجوية في تحقيق انسيابية الحركة الجوية وتحقيق الانفصال الأمن بين الطائرات 
معظم شركات خطوط الطيران العالمية تعمل على قواعد الطيران الآلي
الانفصال بين الطائرات وتصاريح الطيران
الانفصال هو مسافة معينة تفصل بين الطائرات بعضها البعض وأي عوائق تؤثر على سلامتها. وقي الفضاء الجوى المراقب لا يجب أن تكسر هذة المسافات بين الطائرات وأي عوائق وتكون خاضعة للمراقب الجوى مطبقا القواعد العام للفضاء الجوى المراقب بناء على ارتفاع وسرعة ومسافة الطائرات. ويتم تحديد المسافة بين الطائرات على شاشة الرادار أو طبقا لتقارير الموقع للطائرات المبلغ للمراقب الجوى لاسلكيا في حالة عدم وجود تغطية رإدارية وتكون غير ذى جدوى في حالة التغطية الرإدارية
اما في الفضاء الغير مراقب يكون المراقب غير ملزم بتحديد الانفصال بين الطائرات وأي عوائق وذلك اعتمادا على ان قائد الطائرة يستطيع عن طريق قدرتة على تحديد موقعة بنظرة في ظروف جوية جيدة على تحقيق النفصال بينة وبين الطائرات وأي عوائق تشكل أي خطورة علية ولا يخضع لسلطة المراقب الجوى الا إذا تداخل معة مع طائرات أخرى تخضع تحت مراقبة المراقب. وعادة ما يكون الفضاء غير المراقب هي الطبق الدنيا التي تتاح فيها الرؤية بسهولة